# 中之島 (小惑星)
中之島（なかのしま、10161 Nakanoshima）は、小惑星帯の小惑星。
1994年12月、小林隆男が群馬県大泉町で発見した。

## 名称
鹿児島県鹿児島郡十島村に属するトカラ列島の中之島にちなむ。中之島はトカラ列島の主島であるとともに、天文台（中之島天文台）を有する島である。
この名称は並木光男が推薦したもので、命名は2003年5月の小惑星回報（MPC 48390）で公表された。同時に小林が発見した多数の小惑星に対する命名が行われているが、その中にはトカラ列島にちなんだ (10159) トカラ、(10164) 悪石島、(10166) 宝島 が含まれている。

## 註
1. ↑  MPC 48390（2003年5月1日）
2. 1 2  2003.05.16　鹿県の地名を冠した新小惑星、多数誕生 Archived 2007年9月28日, at the Wayback Machine. - せんだい宇宙館